# Menhir von Punchestown

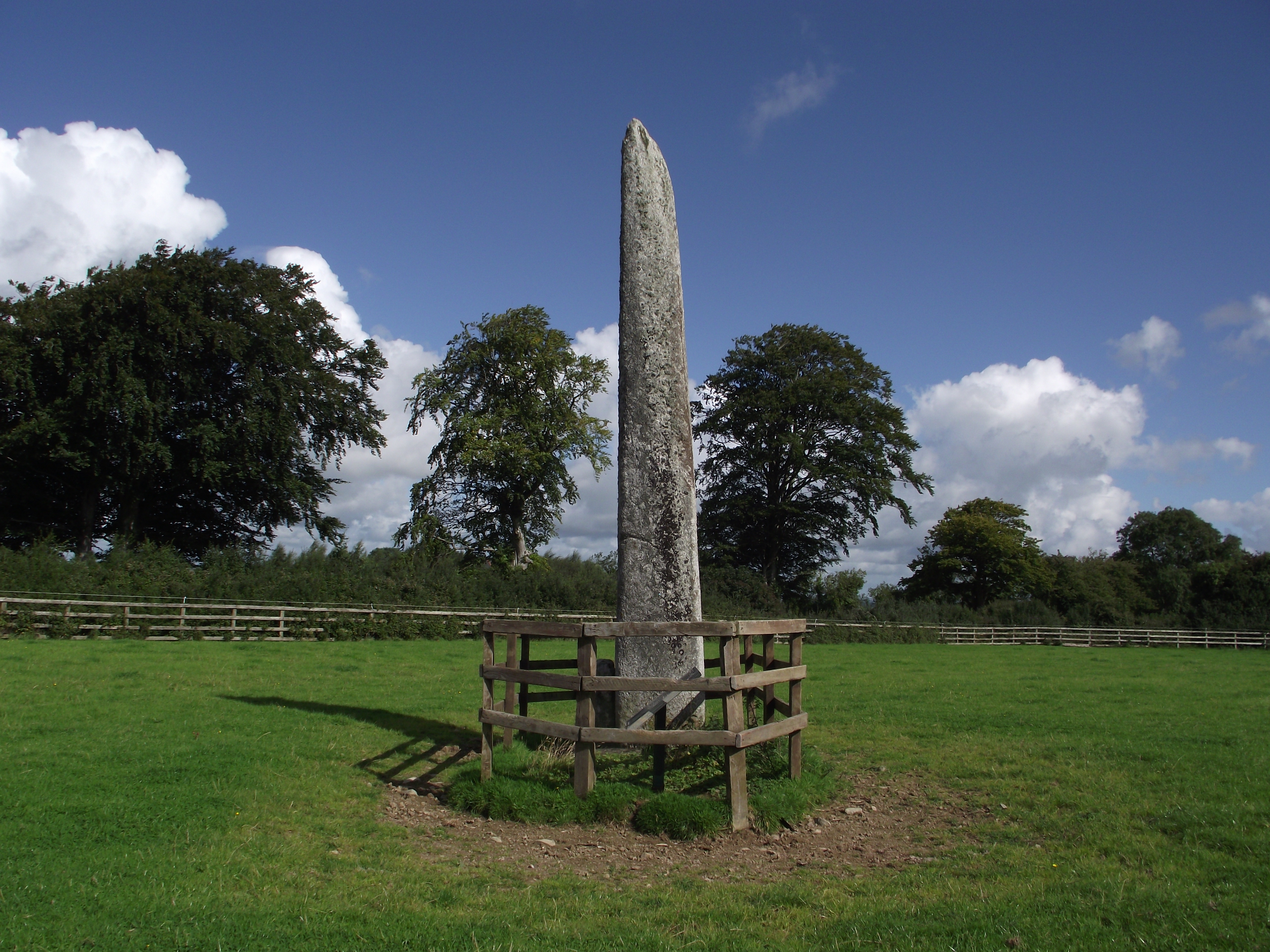
Menhir von Punchestown

Der Menhir von Punchestown (auch Craddockstown West genannt) im Townland Punchestown (irisch Baile Phúinse) im County Kildare ist mit etwa 7,0 Metern der höchste Menhir in Irland. Er steht nahe der Woolpack Road, einer mittelalterlichen Straße zwischen Dublin und Kilkenny, fünf Kilometer südöstlich von Naas, in einem Feld nahe der Pferderennbahn.
Der unten quadratische und oben spitze Granitstein wiegt über neun Tonnen. Er war 1931 umgefallen und wurde später wieder aufgerichtet. Dabei fand man an seinem Fuß eine leere Steinkiste. Der Stein ist ein Nationaldenkmal. 
Der Stein erschien 1183 erstmals in einem historischen Bericht des Chronisten Gerald of Wales (1146–1223).
Der leicht schief stehende Menhir von Craddockstown befindet sich nahe der Woolpack Road in Punchestown. Der Stein ist über 4,5 m hoch und gehört mit dem Menhir von Doonfeeny zu den nächsthöchsten in Irland. 